# Mednarodni mladinski kulturni center Nanking
Mednarodni mladinski kulturni center Nanking (kitajsko: 南京国际青年文化中心) sta dva nebotičnika v Nankingu, Džiangsu, Kitajska, ki ju je zasnoval biro Zaha Hadid Architects. Stolp 1 je visok 314,5 metra, stolp 2 pa 255 metrov. Gradnja se je začela leta 2012 in končala leta 2015.